# Ulrich Schamoni
Ulrich Schamoni (Berlino, 9 novembre 1939 – Berlino, 9 marzo 1998) è stato un regista e sceneggiatore tedesco.
Il suo film Alle Jahre wieder ha vinto l'Orso d'argento, gran premio della giuria al Festival di Berlino 1967.

## Filmografia parziale
- Es (1966)
- Alle Jahre wieder (1967)
- Quartett im Bett (1968)
- Wir - zwei (1970)
- Eins (1971)
- Chapeau Claque (1973)
- Das Traumhaus (1978)